# Dendrophoma cytisporoides
Dendrophoma cytisporoides är en svampart som beskrevs av Sacc. 1880. Dendrophoma cytisporoides ingår i släktet Dendrophoma, ordningen kolkärnsvampar, klassen Sordariomycetes, divisionen sporsäcksvampar och riket svampar.   Inga underarter finns listade i Catalogue of Life.